# Sylvia Skan
Sylvia Skan   (Richmond, 15 d'agost de 1897 - Twickenham, 10 de juny de 1972) va ser una matemàtica anglesa.

## Vida i Obra
Skan era la major dels cinc fills del botànic Sidney Alfred Skan i de la seva esposa Jane Alkins. Sembla que no va obtenir cap títol universitari. El 1923 treballava al Departament d'Aerodinàmica del Laboratori Nacional de Física del Regne Unit, on va desenvolupar tota la seva carrera professional.
És coneguda pel seu treball en aerodinàmica, i en particular pel descobriment de la capa límit Falkner-Skan en la mecànica de fluids del flux d'aire passant per un obstacle en forma de falca, sobre la qual va escriure un article amb V.M. Falkner el 1930, i per l'equació de Falkner-Skan associada. Amb aquest treball van resoldre el problema de Prandtl. També va estudiar amb Richard V. Southwell, l'estabilitat de les franges elàstiques sota pressió (1923-1924) i va establir amb William Lewis Cowley (1930) les complicacions fonamentals del pilotatge automàtic d'aeronaus.
A més d'articles d'investigació en coautoria, 17 dels quals la van catalogar com a figura destacada de l'aerodinàmica, les seves obres inclouen traduccions d'articles d'investigació del francès, l'alemany i el rus a l'anglès, i un llibre en dos volums, Handbook for Computers (1954), en el qual descriu les matemàtiques necessàries per als ordinadors humans.